# Тутолмин, Николай Акинфиевич
Николай Акинфиевич Тутолмин (1755 — после 1811) — офицер Российского императорского флота, участник русско-шведской войны 1788—1790 годов, Гогландского, Эландского, Ревельского и Выборгского морских сражений. Георгиевский кавалер, генерал-майор флота.

## Биография
Родился в 1755 году в семье секунд-майора Акинфия Андреевича Тутолмина (1709—1796) и Анастасии Ивановны, урожденной Бегичевой. Его братья: Дмитрий Акинфиевич (1756 — после 1794) — капитан-лейтенант флота и Иван Акинфиевич (1752—1815) — действительный тайный советник, главный надзиратель Императорского воспитательного дома в Москве.
В январе 1768 года поступил в Морской корпус кадетом. Ежегодно в 1773—1776 годах плавал в Балтийском море. В 1773 году произведён в гардемарины, в 1775 году — в мичманы.
В 1776—1780 годах командирован в Азовскую флотилию. В апрель 1780 года произведён в чин лейтенанта флота и вернулся на Балтику. В 1781—1782 годах на фрегате «Мария» плавал в эскадре адмирала Сухотина в походе из Кронштадта в Ливорно. В 1786—1787 годах командовал придворной яхтой «Петергоф».

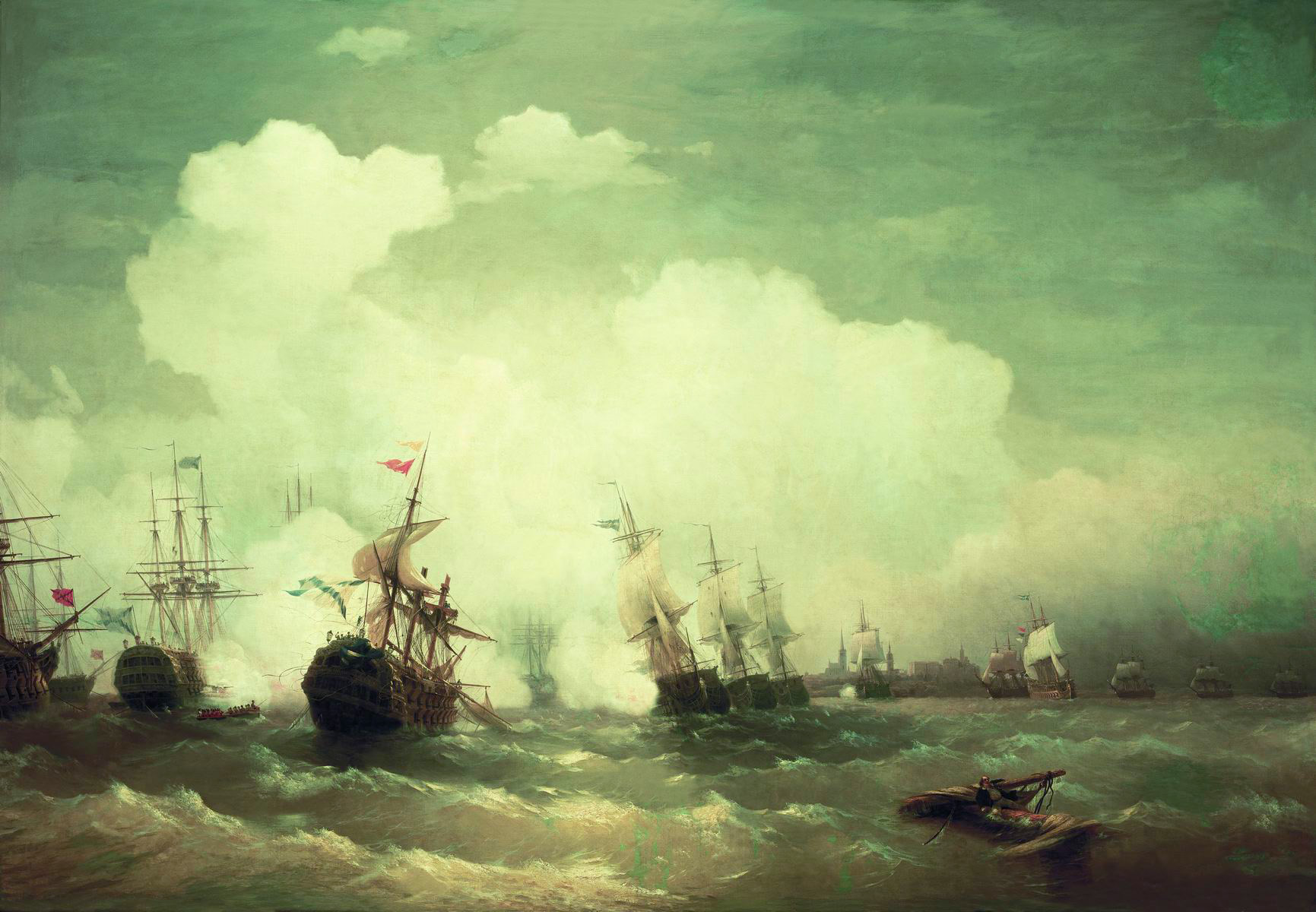
И. К. Айвазовский. Морское сражение при Ревеле (2 мая 1790).

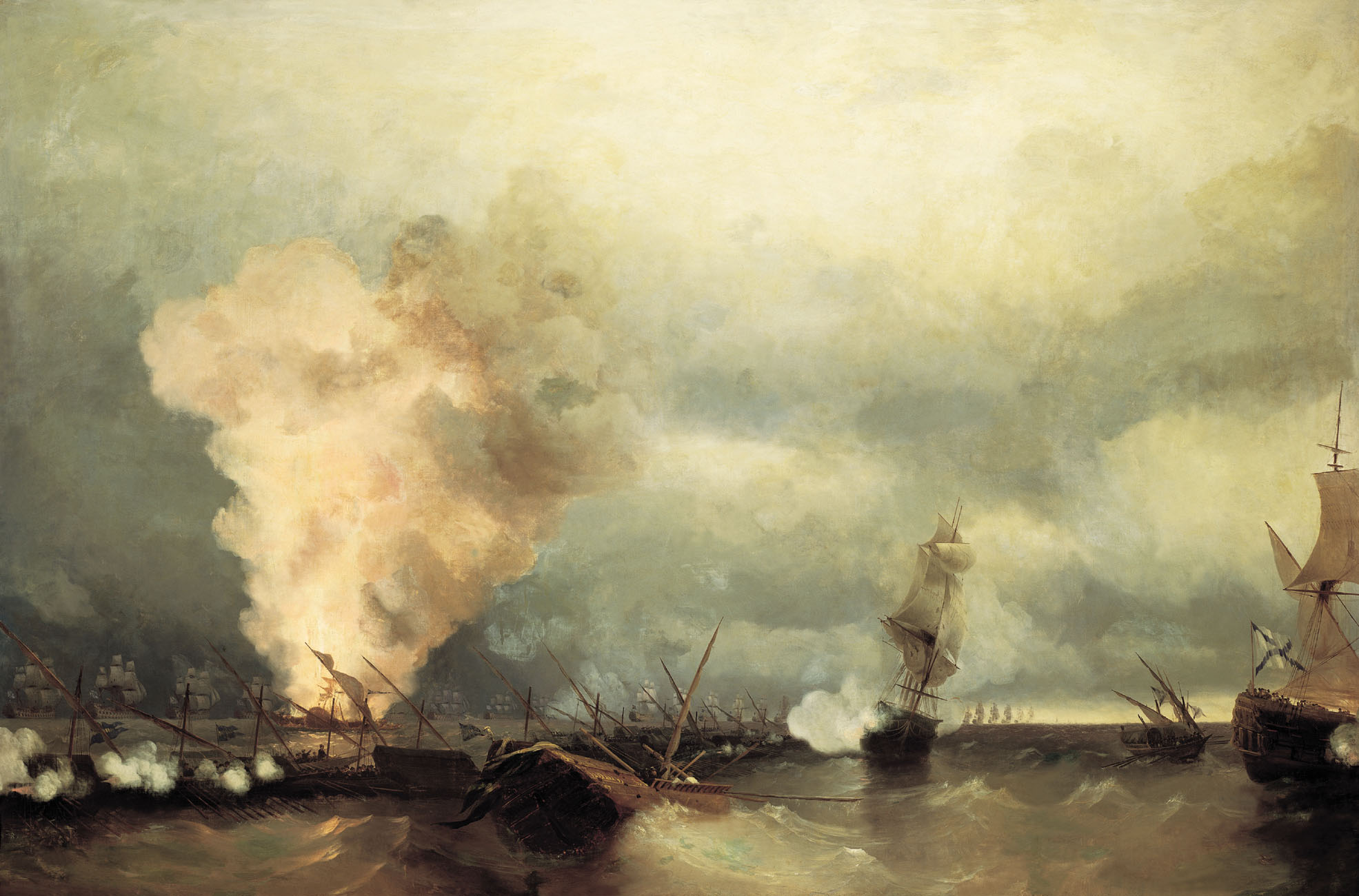
И. К. Айвазовский. Морское сражение при Выборге.

В январе 1788 года произведён в чин капитан-лейтенанта. Отличился в Русско-шведской войне 1788—1790 годов. Отважно действовал на линейном корабле «Кир Иоанн» в ходе Гогландского сражения (1788). С 1789 по 1791 год — командовал бомбардирским кораблём «Победитель», сражался на нём против шведов в Эландском сражении в 1789 году, в Ревельском и Выборгском сражениях в 1790 году. 6 июля 1790 года за отличия в боях награждён орденом Святого Георгия 4-го класса (№ 742 (389) и в январе 1791 года произведён в капитаны 2-го ранга.
С сентября 1791 года был в отставке. В июне 1795 года назначен прокурором при Черноморском адмиралтейском управлении, с 1798 года командовал Черноморской комиссионерской командой. В октябре 1798 года произведён в капитаны 1-го ранга. С августа 1801 года был советником конторы главного командира Черноморского флота. 10 июня 1804 года награждён чином генерал-майор флота. С августа 1808 года служил генерал-контролёром Счетной экспедиции Черноморского департамента флота.
1 февраля 1811 года уволен от службы.